# Славенка Дракулич
Славенка Дракулич (на хърватски: Slavenka Drakulić) е хърватска журналистка и писателка на произведения в жанра драма, биография и документалистика.

## Биография и творчество
Славенка Дракулич е родена на 4 юли 1949 г. в Риека, Социалистическа република Хърватия. Следва сравнителна литература и социология на Загребския университет.
След дипломирането си през 1976 г., в периода 1982 – 1992 г. работи като постоянен сътрудник на загребските вестници„Старт” и „Днес“, в които пише предимно на феминистки теми. Придобива популярност с публицистичните си текстове и със сборниците си с есета „How we survived communism and even laughed“ (Как преживяхме комунизма и дори се смяхме) от 1991 г. и „The Balkan Express : Fragments from the Other Side of the War“ (Балканският експрес: фрагменти от другата страна на войната) от 1993 г.
През 1992 г., заедно с още четири хърватски писателки – Весна Кесич, Йелена Ловрич, Рада Ивекович и Дубравка Угрешич, след статия в списание „Глобус“ от писателя и политик Славен Летица, е нападната в няколко хърватски всекидневника, че злепоставя новата хърватска държава. Скандалът, продължил няколко години, остава известен с името „Вещиците от Рио“, тъй като безпокойството на писателките от включването на интелектуалците в разпалването на враждите в бивша Югославия, което те изразяват на 58-ия ПЕН конгрес в Рио де Жанейро, е изтълкувано като предателство спрямо националната кауза. След публикациите тя получава телефонни заплахи, а имуществото ѝ е вандализирано. Заради екстремния национализъм тя емигрира от Хърватия.
През 1987 г. е издаден първият ѝ роман „Hologrami straha“ (Холограми на страха), който третира темата за справянето с болестите и страха от смъртта чрез историята на борбата на млада жена с животозастрашаващо заболяване. Следващите ѝ произведения засягат различни въпроси: в романа „Mramorna koža“ (Мраморна кожа) – показва разрушителната сила на сексуалното желание колебаещо се между еротизма и насилието, между момиче в пубертета и любовник на майка си, в романа „Okus čovjeka“ (Вкусът на човека) – нестандартната история на млада жена, която убива своя любим и го изяжда, за да бъде заедно с него завинаги, в романа „Kao da me nema“ (Сякаш ме няма) – за жестокостта към жертвите на войните и изнасилванията в босненската война (екранизиран в едноименния филм на Хуанита Уилсън), в книгата „Oni ne bi ni mrava zgazili“ (Те не биха стъпкали и мравка) представя анализира и опита си от наблюдението на съдебните дела срещу военнопрестъпниците от Международния наказателен трибунал за бившия Югославия в Хага, в романа „Optužena“ (Обвинена) – за малтретирането на децата от собствената им майка.
Авторка е и на няколко биографични романа: романът ѝ „Frida ili o boli“ (Фрида или за болката) се основава на биографията на мексиканската художничка Фрида Кало и как тя не се отказва от рисуването, романът ѝ „Дора и Минотавъра : моят живот с Пикасо“ представя бурната връзка на Дора Маар с Пабло Пикасо и как това е повлияло на интелектуалната идентичност на Дора, а романът ѝ „Mileva Einstein, teorija tuge“ (Милева Айнщайн, теория на тъгата) е за съпругата на Айнщайн, Милева Марич, представен от гледната точка на Милева, и за това как майчинството и финансовата и емоционална зависимост от Айнщайн са я отдалечили от науката и професионалния живот.
В сборника с разкази „Nevidljiva žena i druge priče“ (Невидимата жена и други истории) пише за табуто на застаряването на жените.
Книгите ѝ са преведени на над 20 езика по света.
Получава множество отличия и награди за произведенията си, включително наградата „За европейско разбирателство“ на Панаира на книгата в Лайпциг през 2004 г., а през 2007 г. романът ѝ „Фрида или за болката“ получава наградата за най-добър роман на годината в Хърватия. Удостоена е с отличието „доктор хонорис кауза“ от Благоевградския университет.
В допълнение към романи ѝ и сборниците с есета, нейни статии са публикувани в „The New Republic“, „The New York Times Magazine“, „The New York Review of Books“, „Süddeutsche Zeitung“ (Германия), „Internazionale“ (Италия), „La Stampa“, „Dagens Nyheter“, „Frankfurter Allgemeine Zeitung“ (Германия), „Eurozine“, „Politiken“ и „The Guardian“ (Великобритания). Редактор е към списание „The Nation“ (САЩ). В своите статии, есета и художествени текстове проблематизира войната в бивша Югославия, хърватския национализъм и процеса срещу сръбските военнопрестъпници.
Омъжена е за шведския журналист Ричард Суорц.
Славенка Дракулич живее със семейството си в Стокхолм, Швеция и в Загреб, Хърватия.

## Произведения

### Самостоятелни романи
- Hologrami straha (1987)
- Mramorna koža (1989)
- Božanska glad (1995)
- Okus čovjeka (1997)
- Kao da me nema (1999)
- Tijelo njenog tijela (2006)
- Frida ili o boli (2007)
- Optužena (2012)
- Dora i Minotaur: Moj život s Picassom (2015)
Дора и Минотавъра : моят живот с Пикасо, изд.: „Наука и изкуство“, София (2017), прев. Ася Тихинова-Йованович
- Mileva Einstein, teorija tuge (2016)

### Документалистика – есета
- Smrtni grijesi feminizma (1984, допълнена 2020)
- How we survived communism and even laughed (1991)
- The Balkan Express : Fragments from the Other Side of the War (1993)
- Cafe Europa (1996)
- Kako smo preživjeli (1997)
- Oni ne bi ni mrava zgazili (2003)
- Two underdogs and a cat (2009)
- Basne o komunizmu (2009)
Басни за комунизма : разказани от домашни, диви и екзотични животни, изд.: „Жанет 45“, Пловдив (2009), прев. Таня Папазова

### Сборници
- Nevidljiva žena i druge priče (2018)

### Екранизации
- 2010 Kao da me nema